# 松川正毅
松川 正毅（まつかわ ただき、1952年 - ）は、日本の法学者（民法）。大阪大学名誉教授。大阪府出身。

## 来歴
大阪府生まれ。大阪星光学院高等学校卒。神戸大学法学部法律学科卒業。神戸大学大学院法学研究科博士後期課程修了、トゥールーズ第一大学博士課程修了、私法学博士。1984年、学位論文「遺言意思の研究」で神戸大学より法学博士の学位を取得。
三重大学人文学部教授、愛知学院大学法学部教授などの後、大阪大学大学院高等司法研究科教授、同研究科長。2016年より大阪学院大学法学部教授。
2004年から2005年には法務省司法試験考査委員となる。2004年フランス政府より教育功労章を授与される。
専門研究分野は、フランス民法、親族・相続のほか、人工生殖・DNA鑑定などの科学技術・医療技術の発展と親族・相続法の関係などである。

## 著書
- 『有斐閣アルマ 民法 親族・相続』（有斐閣、2004年）ISBN 4641122067
- 『変貌する現代の家族と法』（大阪大学出版会、2001年）ISBN 4872591151

共著
- 『基本法コンメンタール 親族』（日本評論社、2001年）ISBN 4535402132
- 『基本法コンメンタール 相続』（日本評論社、2002年）ISBN 4535402140
- 『高木多喜男先生古稀記念 現代民法学の理論と実務の交錯』（成文堂、2001年）ISBN 4792323983